# Lili Forbath
Lili Forbath war eine österreichische Tischtennis-Nationalspielerin. Sie wurde 1928 österreichische Meisterin im Einzel und gewann 1931 die Bronzemedaille im Doppel.

## Werdegang
Lili Forbath unterbrach 1928 die Siegesserie von Gertrude Wildam und gewann die österreichische Meisterschaft. 1929 wurde sie mit dem Verein Bindobona österreichischer Mannschaftsmeister.
Sie wurde für die Weltmeisterschaften 1929, 1931 und 1933 nominiert, wo sie 1931 im Damendoppel mit Helly Reitzer Bronze holte.
Über Lili Forbath ist ansonsten nur wenig bekannt. Forbath ist ihr Geburtsname, das Geburtsdatum ist nicht veröffentlicht.

## Turnierergebnisse
| Verband | Veranstaltung     | Jahr | Ort      | Land | Einzel        | Doppel        | Mixed         | Team |
| ------- | ----------------- | ---- | -------- | ---- | ------------- | ------------- | ------------- | ---- |
| AUT     | Weltmeisterschaft | 1933 | Baden    | AUT  | Viertelfinale | Viertelfinale | letzte 16     |      |
| AUT     | Weltmeisterschaft | 1931 | Budapest | HUN  | Qual          | Halbfinale    | letzte 16     |      |
| AUT     | Weltmeisterschaft | 1929 | Budapest | HUN  | letzte 16     | Viertelfinale | Viertelfinale |      |